# Williams Narace
Williams Narace, né le 17 mars 1997 à Ndikiniméki, est un joueur camerounais de basket-ball. Il mesure 2,02 m et évolue aux postes d'ailier ou d'ailier fort.

## Biographie
Il joue pour le club du Mans Sarthe Basket, en Jeep Élite, depuis 2020, après six années au SLUC Nancy.
En mai 2021, Narace prolonge son contrat avec le club manceau jusqu'à la fin de la saison 2023-2024. Il est élu au All-Star Game LNB en 2021 et 2022.
En juin 2025, Narace quitte Le Mans et s'engage pour deux saisons avec la JDA Dijon.